# Bahnhof Raddusch

Der Bahnhof Raddusch, niedersorbisch Dwórnišćo Raduš, ist ein Haltepunkt der Bahnstrecke Berlin–Görlitz in Raddusch, einem Ortsteil der Stadt Vetschau/Spreewald im Landkreis Oberspreewald-Lausitz in Brandenburg. Der Haltepunkt wurde im Jahr 1894 eröffnet und wird seit Dezember 2022 wieder stündlich von Reisezügen bedient, nachdem von Dezember 2015 an trotz Protest der Einwohner die meisten Züge nicht mehr in Raddusch hielten. Das ehemalige Empfangsgebäude ist ein eingetragenes Baudenkmal in der Denkmalliste des Landes Brandenburg.

## Geschichte und Architektur

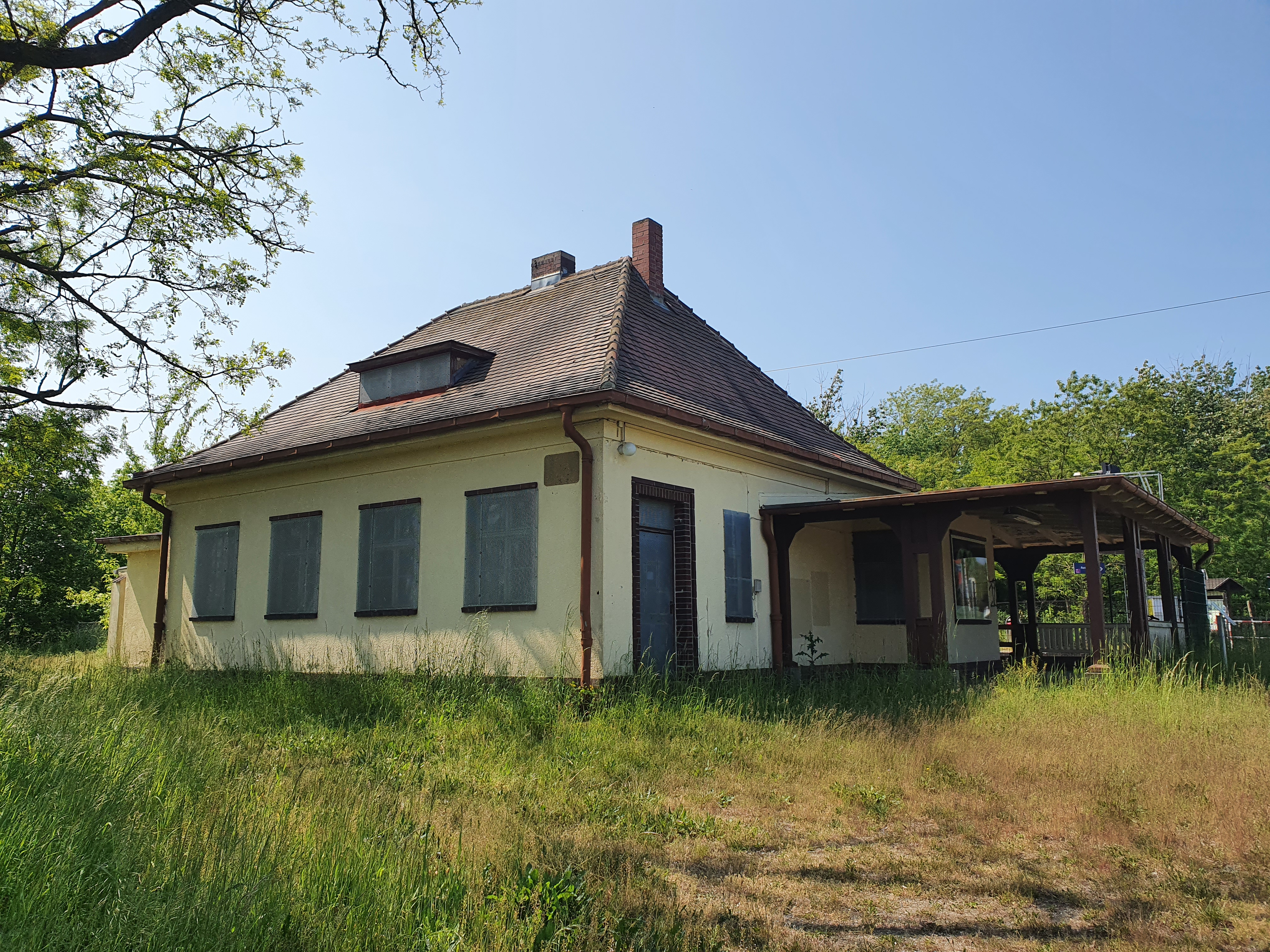
Das denkmalgeschützte Bahnhofsgebäude von Norden (2023)

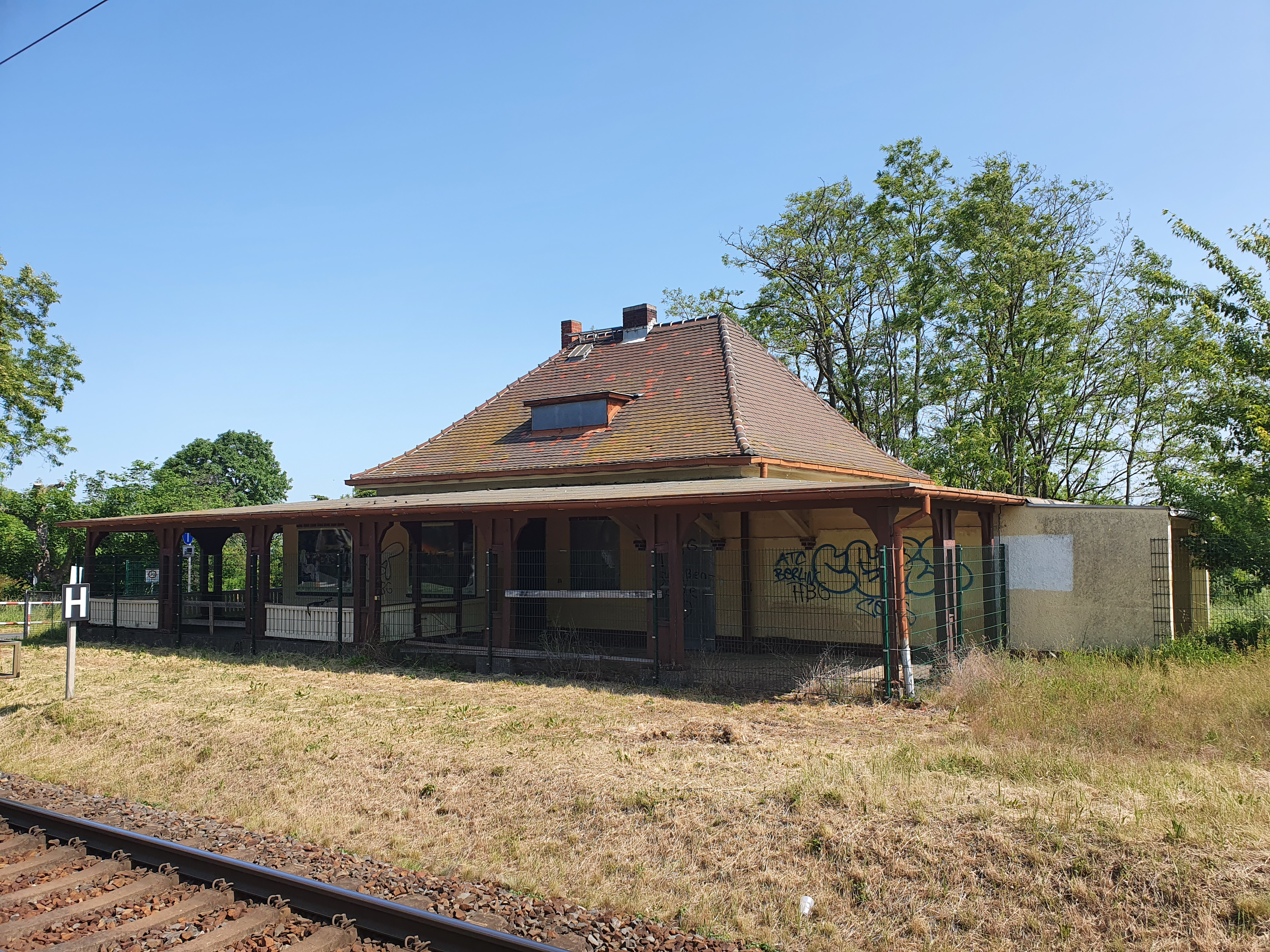
Ansicht vom gegenüberliegenden Bahnsteig (2023)

Der Haltepunkt Raddusch liegt am Kilometer 92,763 der Bahnstrecke Berlin–Görlitz und befindet sich unmittelbar am südwestlichen Ortseingang von Raddusch an der Kreisstraße 6627. Er wurde im Jahr 1894 nach dem zweigleisigen Ausbau der Strecke eröffnet, der Bau des heute erhaltenen Empfangsgebäudes erfolgte im Jahr 1936. Im gleichen Jahr wurde auch eine Blockstelle gebaut. Nach dem Zweiten Weltkrieg wurde das Streckengleis am Hausbahnsteig als Reparationsleistung abgebaut, übrig blieb das Gleis mit dem dem Empfangsgebäude gegenüberliegenden Außenbahnsteig. Nach der Umrüstung des Bahnübergangs zu einer automatischen Schrankenanlage wurde die Blockstelle im Dezember 2008 durch einen selbsttätigen Streckenblock ersetzt.
Das Empfangsgebäude ist ein quadratischer eingeschossiger Putzbau in Fachwerkbauweise mit jeweils vier Achsen und einem Walmdach. Die Tür- und die Fensterrahmungen sowie der Sockelbereich sind mit Verblendklinkern verkleidet. Die Sprossenfenster und die Holztür mit Oberlicht sind heute mit Metallblechen verkleidet. Der ehemalige Bahnsteig und der Zugang an der westlichen Seite sind mit einem hölzernen Unterstand überdacht.
Anfang 2015 kündigte der Verkehrsverbund Berlin-Brandenburg an, die meisten Zughalte am Haltepunkt Raddusch mit dem Fahrplanwechsel im folgenden Winter entfallen zu lassen. Begründet wurde dies damit, dass einerseits die zeitliche Lage der Züge in Berlin sich änderte, aber andererseits der Taktknoten in Cottbus weiterhin erreicht werden sollte. Im Mai 2015 formierte sich eine Bürgerinitiative, die unter anderem 6000 Unterschriften für den Erhalt des Haltepunktes sammelte, jedoch nichts an den Planungen ändern konnte. Es verblieben vier Halte von Regional-Express-Zügen der Linie RE 2 frühmorgens und zwei spätabends in Raddusch, auch ein Verstärkerzugpaar im Berufsverkehr und eins am Wochenende hielten in Raddusch. Zu den übrigen Zeiten wurde von den Bahnhöfen Lübbenau (Spreewald) (Linie RE2A) und Cottbus Hauptbahnhof (Linie RE2B) aus ein Schienenersatzverkehr eingerichtet. Seit dem Fahrplanwechsel am 11. Dezember 2022 halten Züge der Linie RE 2 wieder stündlich in Raddusch.

## Verkehr
Der Haltepunkt Raddusch wird seit Dezember 2022 stündlich von der Regional-Express-Linie RE 2 der DB Regio Nordost im Auftrag des Verkehrsverbunds Berlin-Brandenburg bedient. Die Verstärkerfahrten halten nicht in Raddusch. Eine direkte Busanbindung am Haltepunkt besteht nicht, die Bushaltestellen „Raddusch, Ortsmitte“ (Linie 607) und „Raddusch, Abzweig“ (Linien 604 und 607) liegen jeweils 500 Meter entfernt.
| Linie                    | Linienverlauf | Takt (min) | EVU              |
| ------------------------ | --- | ---------- | ---------------- |
| RE 2                     | Nauen – Falkensee Berlin-Spandau – Berlin-Charlottenburg – Berliner Stadtbahn – Berlin Ostkreuz – Königs Wusterhausen – Brand Tropical Islands – Lübben (Spreewald) – Lübbenau (Spreewald) – Raddusch – Vetschau – Cottbus Hbf | 60         | DB Regio Nordost |
| Stand: 15. Dezember 2024 | |            |                  |